# Свети Никола (Кукуречани)
Вижте пояснителната страница за други значения на Свети Никола.
„Свети Никола“ или „Свети Николай“ (на македонска литературна норма: „Свети Никола“, „Свети Николај“) е възрожденска православна църква в битолското село Кукуречани, Република Македония. Църквата е под управлението на Преспанско-Пелагонийската епархия на Македонската православна църква. Храмът е енорийска църква на Кукуречанската парохия.
Църквата е гробищен храм, изграден в западния край на селото. Според надписа на портала на двора църквата е изградена в 1875 година и обновена в 1998 година. Представлява куполна базилика със затворен трем на западната и по-голямата част от южната страна. На изток има полукръгла апсида със самостоятелен покрив, разчленена на слепи ниши от пиластри с капители. На запад от храма има самостоятелна кулообразна двуетажна камбанария.